# Плеханов Валентин Пилипович
Валентин Пилипович Плеханов (1 травня 1933, село Большая Трєщовка, тепер Рамонського району Воронезької області, Російська Федерація — 30 квітня 2006, місто Одеса) — радянський військовий діяч, генерал-лейтенант, начальник Політуправління Одеського військового округу. Депутат Верховної Ради УРСР 11-го скликання. Кандидат у члени ЦК КПУ в 1986—1990 роках. Член ЦК КПУ в 1990—1991 роках.

## Біографія
Закінчив середню школу.
З 1950 року служив у Радянській армії. У 1950—1953 роках — курсант Рязанського артилерійського училища.
Член КПРС з 1953 року.
У 1953—1955 роках — командир взводу звукової розвідки в місті Ломоносов Ленінградської області. У 1955—1958 роках — командир навчального взводу 1-ї школи артилерійської звукової розвідки в місті Кінгісепп Ленінградської області.
З 1958 року — на військово-політичній роботі: помічник начальника політичного відділу з комсомольської роботи 1-ї школи артилерійської звукової розвідки в місті Кінгісепп Ленінградської області.
У 1958 році поступив на заочне відділення філософського факультету Ленінградського державного університету імені Жданова.
У 1958—1961 роках — помічник начальника політичного відділу з комсомольської роботи Оренбурзької школи сержантів артилерійської розвідки в Приволзькому військовому окрузі.
У 1961—1963 роках — секретар комітету ВЛКСМ партійного комітету штабу і управління Приволзького військового округу. Читав курс історії філософії і курс діалектичного матеріалізму в 3-х річному вечірньому університеті марксизму-ленінізму при Оренбурзькому міському комітеті КПРС.
У 1963—1967 роках — заступник командира 77-го артилерійського полку з політичної частини (Тоцькі табори Оренбурзької області).
У 1967—1968 роках — заступник начальника політичного відділу мотострілецької дивізії Приволзького військового округу (місто Казань, потім місто Свободний Амурської області).
У 1968—1971 роках — начальник політичного відділу — заступник командира зенітно-ракетної бригади Далекосхідного військового округу (селище Середньо-Біла).
У 1968—1971 роках — слухач заочного відділення Військово-політичної академії імені Леніна, яку закінчив у 1971 році з відзнакою.
У грудні 1971 — березні 1974 року — начальника політичного відділу — заступника командира мотострілецької дивізії Далекосхідного військового округу.
У березні 1974 — квітні 1977 року — начальника політичного відділу — заступника командира армійського корпусу Далекосхідного військового округу (Сахалінська область).
У квітні 1977 — 1980 року — член Військової Ради — начальник політичного відділу 5-ї армії Далекосхідного військового округу (місто Усурійськ Приморського краю).
У 1980 — січні 1983 року — 1-й заступник начальника Політичного управління Червонопрапорного Прикарпатського військового округу (місто Львів).
У січні 1983 — жовтні 1991 року — член Військової Ради — начальник Політичного управління Червонопрапорного Одеського військового округу.
У жовтні 1991 року звільнений в запас. Проживав в Одесі. Був членом Союзу радянських офіцерів, секретарем з ідеології Одеського обласного комітету Комуністичної партії України.
Автор трьох книг: «Вчитися Батьківщині служити», «До берега чоловіків», «Чи добре бути генералом?».

## Звання
- генерал-майор (14.02.1978)
- генерал-лейтенант (29.04.1983)

## Нагороди
- орден Червоної Зірки
- орден Трудового Червоного Прапора
- Орден «За службу Батьківщині в Збройних Силах СРСР» ІІІ ст.
- ордени
- медалі
- заслужений працівник культури Української РСР